# 10476 Los Molinos
A 10476 Los Molinos (ideiglenes jelöléssel (10476) 1981 EY38) a Naprendszer kisbolygóövében található aszteroida. Schelte J. Bus fedezte fel 1981. március 2-án.

## Kapcsolódó szócikk
- Kisbolygók listája (10001–10500)